# Saint-Marin au Concours Eurovision de la chanson 2023
Saint-Marin est l'un des trente-sept pays participant au Concours Eurovision de la chanson 2023, qui se tient du 9 au 13 mai 2023 à Liverpool au Royaume-Uni. Le pays est représenté par le groupe Piqued Jacks, avec sa chanson Like an Animal. Le pays se classe 16e et dernier lors de la deuxième demi-finale, ne recevant aucun point.

## Sélection
Saint-Marin confirme sa participation à l'Eurovision 2023 le 20 août 2022, annonçant par la même occasion le maintien de sa présélection télévisée Una voce per San Marino.

### Format
Les artistes intéressés pouvaient s'inscrire pour participer aux auditions, qui ont eu lieu d'octobre 2022 à février 2023.
À l'issue de ces auditions, un total de 104 artistes se sont qualifiés pour les demi-finales: 72 dans la catégorie Emergenti (Émergents) et 32 dans la catégorie Artisti affermati (Artistes confirmés), ces derniers ayant été exemptés d'auditions et ayant pu participer directement aux demi-finales.

À ces 104 artistes s'ajoutent deux artistes saint-marinais, qualifiés d'office pour la finale.
Les 104 demi-finalistes ont été répartis dans quatre demi-finales, à l'issue desquelles quatre artistes se qualifient pour la finale et quatre autres se qualifient pour la manche de repêchage. Quatre finalistes seront ensuite sélectionnés parmi les seize participants à ce repêchage.
La finale se déroule enfin, avec vingt-deux participants: seize qualifiés depuis les demi-finales, quatre qualifiés par le repêchage et deux artistes saint-marinais qualifiés d'office.
Les six shows sont retransmis en direct du Teatro Nuovo de Dogana, dans la municipalité de Serravalle. Les résultats sont déterminés par un jury; il n'y a pas de télévote.

### Participants
La liste des demi-finalistes est révélée le 20 février 2023.
| Demi-finalistes |
| --- |
| Catégorie Emergenti 1. Acousticouple (Italie) 2. Alabaster (Italie) 3. Andry (Italie) 4. Angel Dell (Finlande) 5. Aria (Italie) 6. Aristea (Italie) 7. Atwood (Italie) 8. Blonde Brothers (Italie) 9. Brandon Parasole (Espagne) 10. Camilla (Italie) 11. Christina (Italie) 12. Christopher (Allemagne) 13. Con Amore (Royaume-Uni) 14. Daniel Schuhmacher (Allemagne) 15. Daudia (Italie) 16. DƏVA (Italie) 17. Dionysian (Italie) 18. E.E.F. (Italie) 19. Edoardo Brogi (Italie) 20. Eleonora Alì (Italie) 21. Ellynora (Italie) 22. Erna Hrönn (Islande) 23. Florin Răduță (Belgique) 24. Francesca Monte & Kevan (Italie) 25. Francesco Balasso (Italie) 26. Francesco Da Vinci (Italie) 27. FreakyBea (Italie) 28. Gelida (Italie) 29. Gisele Abramoff (Allemagne) 30. Ice Eye (Finlande) 31. Ilenya (Italie) 32. Iole (Italie) 33. Jenny & Me (Suisse) 34. Jenny May (Lettonie) 35. Kiara D.V. feat. Pamela Ivonne Cole (Royaume-Uni) 36. Leonor (Italie) 37. Lodia (Italie) 38. Lola (Croatie) 39. Lost City feat Emerique (Italie) 40. Luca Minnelli (Italie) 41. Luciano Carlino (Italie) 42. Luna Palumbo (Italie) 43. Morgana (Italie) 44. Nevruz (Italie) 45. Nicole Hammett (Malta) 46. Noe (Italie) 47. Norah (Italie) 48. Only Sara (Italie) 49. Ophelio (Italie) 50. Out Offline (Italie) 51. Piqued Jacks (Italie) 52. Pjero (Italie) 53. Raim (Italie) 54. Ruggero Ricci (Italie) 55. Santo (Italie) 56. Sara (Italie) 57. Silver (Italie) 58. Sophia (Italie) 59. Surama Tsu (Italie) 60. TES – Tutti Esageratamente Stronzi (Italie) 61. Tothem (Italie) 62. Veronica Howle (Italie) 63. Verónica Romero (Espagne) 64. Vian (Italie) 65. Victor Arbelo (Espagne) 66. Vina Rose (Royaume-Uni) 67. Viviana (Italie) 68. Viviana Milioti (Allemagne) 69. Xada (Italie) 70. XGiove (Italie) Catégorie Artisti affermati 1. Alessandro Coli (Italie) 2. Alfie Arcuri (Australie) 3. Camille Cabaltera (Italie) 4. Ciro De Luca (Roumanie) 5. Deborah Iurato (Italie) 6. Deshedus (Italie) 7. DramaLove (Royaume-Uni) 8. Eiffel 65 (Italie) 9. Ferrán Faba (Espagne) 10. Flexx (Italie) 11. Francesco Monte (Italie) 12. Ginny Vee (Italie) 13. Kurt Cassar (Malte) 14. Laïoung feat. Marzio (Italie) 15. Le Deva (Italie) 16. Lorenzo Licitra (Italie) 17. Manuel Aspidi (Italie) 18. Massimo Di Cataldo & Andrea Agresti (Italie) 19. Mate (Italie) 20. Matilde (Italie) 21. Mayu (Suisse) 22. MeriCler (Italie) 23. Moreno (Italie) 24. Neja & Luca Guadagnini Band (Italie) 25. Rawstrings (Italie) 26. Ronela (Albanie) 27. Rouges (Italie) 28. Roy Paci (Italie) 29. Selina Albright (États-Unis) 30. Sofia Mae (Italie) 31. Stefano d'Orazio (Italie) 32. Thomas (Italie) Artistes saint-marinais 1. Kida (Saint-Marin) 2. Simone De Biagi (Saint-Marin) |

### Demi-finales
Les quatre demi-finales sont diffusées du lundi 20 au jeudi 23 février 2023 et sont présentées par Ilenia De Sena,.

#### Demi-finale 1
- Qualifié pour la finale
- Qualifié pour le repêchage

| Ordre | Interprète         | Titre                   |
| ----- | ------------------ | ----------------------- |
| 1     | Acousticouple      | Hell Rider              |
| 2     | Alfie Arcuri       | Collide                 |
| 3     | Alabaster          | Ambrosia                |
| 4     | Andry              | Superboom               |
| 5     | Alessandro Coli    | Afterglow               |
| 6     | Angel Dell         | Hard to Be an Angel     |
| 7     | Aria               | Una                     |
| 8     | Aristea            | Dentro una bolla        |
| 9     | Atwood             | Dangerous               |
| 10    | Blonde Brothers    | Da che parte stai?      |
| 11    | Brandon Parasole   | Affare                  |
| 12    | Camilla            | It's Not You, It's Me   |
| 13    | Camille Cabaltera  | Mental                  |
| 14    | Christina          | Complicated             |
| 15    | Christopher        | Stars in the Sky        |
| 16    | Ciro De Luca       | L'amore universale      |
| 17    | Con Amore          | Perfect Sight           |
| 18    | Daniel Schuhmacher | Skin I'm In             |
| 19    | Daudia             | What If                 |
| 20    | Deborah Iurato     | Out of Space            |
| 21    | Deshedus           | Non basterà             |
| 22    | Dəva               | Malaise                 |
| 23    | Dionysian          | Steps of the Way        |
| 24    | DramaLove          | Thunder                 |
| 25    | E.E.F.             | Something for You       |
| 26    | Edoardo Brogi      | Due punti sull'equatore |

#### Demi-finale 2
- Qualifié pour la finale
- Qualifié pour le repêchage

| Ordre | Interprète                          | Titre                  |
| ----- | ----------------------------------- | ---------------------- |
| 1     | Eiffel 65                           | Movie Star             |
| 2     | Eleonora Alì                        | Fade Out               |
| 3     | Ellynora                            | Mama Told Me           |
| 4     | Erna Hrönn                          | Your Voice             |
| 5     | Ferrán Faba                         | Cita en el metaverso   |
| 6     | Leonor                              | Una parola sola        |
| 7     | Flexx                               | GOK (God Only Knows)   |
| 8     | Florin Răduță                       | My Mind                |
| 9     | Francesca Monte & Kevan             | Holding On to You      |
| 10    | Francesco Balasso                   | Chi sono               |
| 11    | Francesco Da Vinci                  | Prumess                |
| 12    | Francesco Monte                     | Eklissi                |
| 13    | FreakyBea                           | Fiori                  |
| 14    | Gelida                              | Frena                  |
| 15    | Ginny Vee                           | Haunted                |
| 16    | Gisele Abramoff                     | Playlist               |
| 17    | Ice Eye                             | Raging Storm           |
| 18    | Ilenya                              | Japan                  |
| 19    | Iole                                | Sul tetto del mondo    |
| 20    | Jenny & Me                          | Portami nel cuore      |
| 21    | Jenny May                           | When the World Awakens |
| 22    | Kiara D.V. feat. Pamela Ivonne Cole | My Time                |
| 23    | Kurt Cassar                         | Hurdles                |
| 24    | La Bebae                            | Tocco il fondo         |
| 25    | Laïoung feat. Marzio                | 12 Hours               |
| 26    | Le Deva                             | Fiori su Marte         |
| 27    | Lodia                               | Fine del mondo         |

#### Demi-finale 3
- Qualifié pour la finale
- Qualifié pour le repêchage
- Absent

| Ordre | Interprète                          | Titre                               |
| ----- | ----------------------------------- | ----------------------------------- |
| 1     | Lola                                | Imperio                             |
| 2     | Lorenza Rocchiccioli                | I Am Worthy                         |
| 3     | Lorenzo Licitra                     | Never Give Up                       |
| 4     | Lost City feat. Emerique            | Titan                               |
| 5     | Luca Minnelli                       | Lucky Love                          |
| 6     | Luciano Carlino                     | Hiroshima's Dreams                  |
| 7     | Luna Palumbo                        | Batticuore                          |
| 8     | Manuel Aspidi                       | Fading Out the Silence              |
| 9     | Massimo Di Cataldo & Andrea Agresti | Una canzone brutta                  |
| 10    | Mate                                | Prisma                              |
| 11    | Matilde                             | Come fanno i gatti                  |
| 12    | Mayu                                | C'è qualcosa in me che non funziona |
| 13    | MeriCler                            | Souvenirs                           |
| 14    | Moreno                              | Vieni via con me                    |
| 15    | Morgana                             | A Lonely Night in Shangai           |
| 16    | Neja & Luca Guadagnini Band         | Questione di fortuna                |
| 17    | Nevruz                              | L'alieno                            |
| 18    | Nicole Hammett                      | Giochi strategici                   |
| 19    | Noe                                 | Sottosopra                          |
| 20    | OnlySara                            | Bleach                              |
| 21    | Ophelio                             | Rubber                              |
| 22    | Out Offline                         | Endless Loop                        |
| 23    | Piqued Jacks                        | Like an Animal                      |
| —     | Norah                               | —                                   |

#### Demi-finale 4
- Qualifié pour la finale
- Qualifié pour le repêchage
- Absent

| Ordre | Interprète                         | Titre                   |
| ----- | ---------------------------------- | ----------------------- |
| 1     | Pjero                              | Spiderman               |
| 2     | Raim                               | All Alone               |
| 3     | Rawstrings                         | Pardonne-moi mon enfant |
| 4     | Ronela                             | Salvaje                 |
| 5     | Rouges                             | All'alba del mio amore  |
| 6     | Roy Paci                           | Tromba                  |
| 7     | Ruggero Ricci                      | Firework                |
| 8     | Santo                              | Torna presto            |
| 9     | Sara                               | Tutto bene              |
| 10    | Selina Albright                    | Did I Ever              |
| 11    | Silver                             | Get You Back            |
| 12    | Sofia Mae                          | Dentro questa musica    |
| 13    | Sophia                             | Skybreaker              |
| 14    | Stefano D'Orazio                   | Si fa così              |
| 15    | Surama Tsu                         | Tre tavole              |
| 16    | TES – Tutti Esageratamente Stronzi | Giovani di mezza età    |
| 17    | Thomas                             | 23:23                   |
| 18    | Tothem                             | Sacro e profano         |
| 19    | Veronica Howle                     | Che                     |
| 20    | Verónica Romero                    | Army of One             |
| 21    | Vian                               | Wicca                   |
| 22    | Vina Rose                          | Oblivious               |
| 23    | Viviana                            | Prigioniera nera        |
| 24    | Viviana Milioti                    | Seraphina's Lullaby     |
| 25    | Xada                               | Come nei film           |
| 26    | XGiove                             | Fuoco e benzina         |
| —     | Victor Arbelo                      | —                       |

### Repêchage
Pjero, initialement annoncé comme candidat au repêchage, a été disqualifié de la compétition car sa chanson Spiderman est sortie deux ans auparavant sur les plateformes de streaming, ce qui la rendait inéligible à participer au Concours. Selina Albright a été initialement annoncée pour le remplacer, mais a dû se retirer pour des raisons logistiques. C'est donc TES - Tutti Esageratamente Stronzi qui ont été sélectionnées pour participer.
- Qualifié d'office
- Qualifié pour la finale
- Disqualifié

| Ordre | Interprète                          | Titre                     |
| ----- | ----------------------------------- | ------------------------- |
| 1     | Camilla                             | It's Not You, It's Me     |
| 2     | Camille Cabaltera                   | Mental                    |
| 3     | Daudia                              | What If                   |
| 4     | Edoardo Brogi                       | Due punti sull'equatore   |
| 5     | Flexx                               | GOK (God Only Knows)      |
| 6     | Florin Răduță                       | My Mind                   |
| 7     | Kiara D.V. feat. Pamela Ivonne Cole | My Time                   |
| 8     | La Bebae                            | Tocco il fondo            |
| 9     | Lost City feat. Emerique            | Titan                     |
| 10    | Luna Palumbo                        | Batticuore                |
| 11    | Mate                                | Prisma                    |
| 12    | Morgana                             | A Lonely Night in Shangai |
| 13    | Raim                                | All Alone                 |
| 14    | Ronela                              | Salvaje                   |
| 15    | Roy Paci                            | Tromba                    |
| 16    | TES – Tutti Esageratamente Stronzi  | Giovani di mezza età      |
| —     | Kida                                | Stessa pelle              |
| —     | Simone                              | Catching Memories         |
| —     | Pjero                               | Spiderman                 |

#### Finale
La finale est diffusée le samedi 25 février 2023 et est animée par Jonathan Kashanian et Senhit. 21 artistes y prennent part, au lieu des 22 originellement prévus. En effet, Simone De Biagi a dû se retirer de la compétition pour des raisons de santé.

L'entracte a été assuré par Al Bano, président du jury, et par Miodio, les premiers représentants du pays, lors de l'édition 2008 du Concours, à l'occasion du quinzième anniversaire de la première participation de Saint-Marin.
- Première place
- Deuxième place
- Troisième place
- Retrait

| Ordre | Interprète      | Titre                              | Place |
| ----- | --------------- | ---------------------------------- | ----- |
| 1     | Roy Paci        | Tromba                             | –     |
| 2     | Vina Rose       | Oblivious                          | 10    |
| 3     | Deshedus        | Non basterà                        | –     |
| 4     | Kida            | Stessa pelle                       | –     |
| 5     | Thomas          | 23:23                              | –     |
| 6     | Piqued Jacks    | Like an Animal                     | 1     |
| 7     | E.E.F.          | Something for You                  | 9     |
| 8     | Iole            | Sul tetto del mondo                | –     |
| 9     | Deborah Iurato  | Out of Space                       | –     |
| 10    | NeVRuZ          | L'alieno                           | –     |
| 11    | Eiffel 65       | Movie Star                         | 5     |
| 12    | Le Deva         | Fiori su Marte                     | 2     |
| 13    | Mayu            | C'è qualcosa in me che non fuziona | 4     |
| 14    | Lorenzo Licitra | Never Give Up                      | –     |
| 15    | Mate            | Prisma                             | –     |
| 16    | Tothem          | Sacro e profano                    | 8     |
| 17    | Edoardo Brogi   | Due punti sull'equatore            | 6     |
| 18    | Ellynora        | Mama Told Me                       | 7     |
| 19    | Alfie Arcuri    | Collide                            | –     |
| 20    | Ronela          | Salvaje                            | –     |
| 21    | XGiove          | Fuoco e benzina                    | 3     |
| —     | Simone De Biagi | Catching Memories                  | –     |

C'est donc le groupe Piqued Jacks qui représentera Saint-Marin au Concours Eurovision de la chanson 2023, avec la chanson Like an Animal.

## À l'Eurovision
Saint-Marin participe à la seconde moitié de la seconde demi-finale du jeudi 11 mai. Le pays s'y classe en dernière position, ne recevant aucun point et ne se qualifie donc pas pour la finale.